# Ченмай
19°41′28″ пн. ш. 109°59′10″ сх. д. / 19.691111111111° пн. ш. 109.98611111111° сх. д.
Ченмай (кит. 澄迈县, пін. Chéngmài Xiàn) — один із повітів КНР у складі провінції Хайнань. Адміністративний центр — містечко Цзіньцзян.

## Географія
Ченмай лежить на висоті близько 36 метрів над рівнем моря у північно-східній частині острова Хайнань.

### Клімат
Повіт знаходиться у зоні, котра характеризується вологим субтропічним кліматом. Найтепліший місяць — липень із середньою температурою 28,5 °C. Найхолодніший місяць — січень, із середньою температурою 17,9 °С.
| Клімат повіту Ченмай    | Клімат повіту Ченмай | Клімат повіту Ченмай | Клімат повіту Ченмай | Клімат повіту Ченмай | Клімат повіту Ченмай | Клімат повіту Ченмай | Клімат повіту Ченмай | Клімат повіту Ченмай | Клімат повіту Ченмай | Клімат повіту Ченмай | Клімат повіту Ченмай | Клімат повіту Ченмай | Клімат повіту Ченмай |
| Показник                | Січ.                 | Лют.                 | Бер.                 | Квіт.                | Трав.                | Черв.                | Лип.                 | Серп.                | Вер.                 | Жовт.                | Лист.                | Груд.                | Рік                  |
| Середній максимум, °C   | 23                   | 24,1                 | 28                   | 31,3                 | 32,8                 | 33,6                 | 34                   | 33,2                 | 31,4                 | 29,4                 | 26,5                 | 23,2                 | 29,2                 |
| Середня температура, °C | 17,9                 | 19,1                 | 22,2                 | 25,6                 | 27,3                 | 28,3                 | 28,5                 | 27,9                 | 26,6                 | 24,8                 | 21,6                 | 18,3                 | 24                   |
| Середній мінімум, °C    | 14,6                 | 15,9                 | 18,6                 | 21,8                 | 23,6                 | 24,6                 | 24,6                 | 24,6                 | 23,6                 | 21,8                 | 18,4                 | 14,9                 | 20,6                 |
| Норма опадів, мм        | 17.9                 | 34.3                 | 44.3                 | 88.2                 | 227.7                | 228.7                | 232                  | 301.9                | 302.8                | 203.9                | 60.1                 | 32.2                 | 1774                 |
| Вологість повітря, %    | 86                   | 87                   | 84                   | 83                   | 84                   | 84                   | 83                   | 86                   | 88                   | 87                   | 86                   | 85                   | 85.3                 |
| ----------------------- | -------------------- | -------------------- | -------------------- | -------------------- | -------------------- | -------------------- | -------------------- | -------------------- | -------------------- | -------------------- | -------------------- | -------------------- | -------------------- |
| Джерело: data.cma.cn    |                      |                      |                      |                      |                      |                      |                      |                      |                      |                      |                      |                      |                      |